# San Juan Lalana
San Juan Lalana è un comune del Messico, situato nello stato di Oaxaca.